# Rivière Tortue (Côte-Nord)
Pour les articles homonymes, voir Tortue (homonymie).
La rivière Tortue est un cours d'eau qui prend sa source au lac Tortue (TNO de Rivière-Nipissis), dans la région administrative de la Côte-Nord, dans la province de Québec, au Canada. Le cours de cette rivière traverse successivement, les municipalités régionales de comté (MRC) de:
- Sept-Rivières: territoire non organisé de Rivière-Nipissis;
- Minganie: territoire non organisé de Lac-Jérôme, puis la municipalité de Rivière-au-Tonnerre.

La partie sud du bassin versant de la rivière Tortue est desservie par la route 138 qui longe la rive nord du fleuve Saint-Laurent.

## Géographie
La rivière tire sa source principale du lac Tortue (longueur: 3,5 km en forme de pieuvre; altitude: 620 m) via le ruisseau Plat. Ce lac comporte une île en son centre-nord. Il est alimenté surtout par: (sens horaire) la décharge d'un petit lac, la décharge (venant de l'ouest) d'un ensemble de lacs, la décharge (venant du nord) d'un lac, un ruisseau (venant du nord), la décharge (venant du nord-est) d'un ensemble de lacs, la décharge (venant de l'est) de quelques lacs. L'embouchure du lac Tortue est située à 14,6 km à l'ouest d'une baie du lac Manitou, à 19,2 km à l'est du lac Nipisso et à 67,0 km au nord-ouest de la rive nord de l'estuaire maritime du Saint-Laurent.
À partir d'un lac non identifié, la rivière coule plus ou moins en parallèle à l'ouest de la rivière Manitou et à l'est de la rivière au Bouleau.
La rivière Tortue coule sur 97 km vers le sud, avec une dénivellation de 762 m, selon les segment suivants:
Cours supérieur de la rivière Tortue (segment de 48,1 km)
- 22,7 km d'abord vers l'ouest puis vers le sud traversant une série de lac non identifiés pour ensuite longer le côté ouest du lac Tortue;
- 14,0 km puis vers le sud en traversant un lac (altitude: 621 m), puis vers le sud-ouest; enfin, vers le sud en traversant le lac Éliniore (longueur: 1,7 km; altitude: 494 m) vers le sud-est, jusqu'à son embouchure;
- 13,3 km vers le sud-est dans une vallée encaissée et en dévalant la montagne, en formant un crochet vers le sud en fin de segment, jusqu'à la confluence de la rivière aux Îlets (venant de l'ouest);

Cours inférieur de la rivière Tortue (segment de 21,6 km)
- 7,6 km d'abord vers le sud, en courbant vers l'est, jusqu'à un coude de rivière, correspondant à un ruisseau (venant du nord-est);
- 14,0 km d'abord vers le sud, puis vers le sud-est, jusqu'à un coude de rivière (correspondant à un ruisseau (venant de l'est), puis vers l'ouest, jusqu'à la confluence de la rivière aux Chutes (venant de l'ouest);
- 10,0 km vers le sud-ouest, en formant quelques serpentins, jusqu'à la confluence de la Petite rivière Tortue (venant du nord-ouest);

Cours inférieur de la rivière Tortue (segment de 30,5 km)
- 12,0 km vers le sud-est en formant quelques serpentins et en recueillant la décharge (venant de l'ouest) du lac Fabien, jusqu'au ruisseau Philippe-Henley (venant du nord-est);
- 18,5 km vers le sud-est en recueillant cinq ruisseaux du côté nord-est et en passant sous le pont de métal de la route 138[2], jusqu'à son embouchure[3].

La rivière Tortue se déverse au fond de l'Anse de Glaise, sur la rive nord de l'estuaire maritime du Saint-Laurent, dans la municipalité de Rivière-au-Tonnerre, dans la MRC de Minganie.

## Bassin
Une partie du bassin versant se trouve dans les territoires non organisés de Rivière-Nipissis et Lac-Jérôme; une autre partie dans la municipalité de Rivière-au-Tonnerre.
Le bassin hydrographique couvre 793 km2. Il se situe entre les bassins de la rivière du Sault Plat à l'ouest et de la rivière Manitou à l'est. Une carte des régions écologiques du Québec montre le bassin hydrographique des sous-régions 6j-T et 6m-T du sous-domaine épicéa / mousse de l'est.

## Toponymie
L'origine du toponyme reste inconnue. Les noms des colons européens locaux se reflètent dans le nom du lac Moïse Maher, situé entre la rivière Manitou et la rivière Tortue, et dans le ruisseau Philippe Henley, un affluent de la rivière Tortue.
Le toponyme rivière Tortue a été officialisé le 5 décembre 1968 à la Commission de toponymie du Québec.

### Sources
- « Des noms, pour se souvenir », Rivière-aux-Graines (consulté le 4 octobre 2019)
- « Peinture de la structure métallique du pont de la rivière Tortue sur la route 138 (Rivière-au-Tonnerre) », SEAO, 28 février 2018 (consulté le 4 octobre 2019)
- « Portrait préliminaire de la zone de gestion intégrée de l'eau par bassin versant Duplessis », OBV Duplessis, avril 2015 (consulté le 1er octobre 2019)
- « Rivière Tortue », Commission de toponymie du Québec (consulté le 3 octobre 2019)
- « Rivière Tortue », Ressources naturelles Canada (consulté le 4 octobre 2019)
- J.-P. Saucier, A. Robitaille, P. Grondin, J.-F. Bergeron et J. Gosselin, « Les régions écologiques du Québec méridional », Ministère des Ressources naturelles et de la Faune, 2011 (consulté le 1er octobre 2019)